# Японский фонд
Японский Фонд (яп. 国際交流基金 Кокусай ко:рю: кикин), англ. Japan Foundation, основан в 1972 году Актом Парламента Японии в качестве независимой административной организации под управлением Министерства иностранных дел Японии.
Цели организации делятся на 4 категории:
1. Продвижение культурного обмена
2. Продвижение обучения японскому языку за рубежом (в том числе проведение «Экзамена на знание Японского Языка»)
3. Продвижение японоведения за рубежом и интеллектуального обмена
4. Помощь в сборе и предоставлении информации по международному обмену.